# Розмарин
Розмари́н (лат. Rosmarinus) — род многолетних вечнозелёных кустарников семейства Яснотковые (Lamiaceae). Представители рода распространены в Средиземноморье и Европе.
В кулинарии используют душистые свежие, а также высушенные, свернувшиеся в тонкие трубочки листья одного из видов розмарина (Rosmarinus officinalis) и реже — его корень. Свежие, слегка горьковатые листья источают более чистый и яркий аромат, напоминающий сложную смесь камфоры, эвкалипта, сосны и лимона.

## Название
Название происходит от лат. rōs marīnus «морская роса», которое в английском языке было переосмыслено народной этимологией как «роза Марии» (англ. rosemary).

## Ботаническое описание
Розмарин — вечнозелёный средиземноморский кустарник. 
Чашечка яйцевидно-колокольчатая, двугубая, двурасщеплённая; верхняя губа с тремя короткими зубцами; нижняя двузубчатая, трёхлопастная, с крупной средней долей. Две тычинки, пыльники одногнёздные.
Листья противоположные, суженные, линейные.

## Классификация

### Таксономия
Род Розмарин входит в семейство Яснотковые (Lamiaceae) порядка Ясноткоцветные (Lamiales).
|  |                                      |  |                                                             |                                                             |                      |  | ещё 22 семейства (согласно Системе APG II) |                     |                     |                  |
|  |                                      |  |                                                             |                                                             |                      |  |                                            |                     |                     | примерно 5 видов |
|  |                                      |  |                                                             | порядок Ясноткоцветные                                      |                      |  |                                            |                     | род Розмарин        |                  |
|  |                                      |  |                                                             | порядок Ясноткоцветные                                      |                      |  |                                            |                     | род Розмарин        |                  |
|  | отдел Цветковые, или Покрытосеменные |  |                                                             |                                                             | семейство Яснотковые |  |                                            |                     |                     |                  |
|  | отдел Цветковые, или Покрытосеменные |  |                                                             |                                                             |                      |  |                                            |                     |                     |                  |
|  |                                      |  | ещё 44 порядка цветковых растений (согласно Системе APG II) | ещё 44 порядка цветковых растений (согласно Системе APG II) |                      |  |                                            | ещё около 250 родов | ещё около 250 родов |                  |
|  |                                      |  |                                                             | ещё 44 порядка цветковых растений (согласно Системе APG II) |                      |  |                                            |                     | ещё около 250 родов |                  |

### Виды
Ряд ботаников считают род монотипным. По информации базы данных The Plant List, род включает 5 видов:
- Rosmarinus eriocalyx Jord. & Fourr.
- Rosmarinus × lavandulaceus de Noé
- Rosmarinus × mendizabalii Sagredo ex Rosua
- Rosmarinus officinalis L. — Розмарин лекарственный, или Розмарин обыкновенный
- Rosmarinus tomentosus Hub.-Mor. & Maire